# Frasso Telesino
Frasso Telesino ist eine Gemeinde in Italien in der Region Kampanien in der Provinz Benevento mit 2013 Einwohnern (Stand 31. Dezember 2023). Sie ist Bestandteil der Bergkommune Comunità Montana del Taburno.

## Geographie

Lage von Frasso Telesino

Die Gemeinde liegt etwa 20 km westlich der Provinzhauptstadt Benevento im Hügelland an der Ostseite des Monte Taburno. Die Nachbargemeinden sind Cautano, Dugenta, Melizzano, Sant’Agata de’ Goti, Solopaca, Tocco Caudio und Vitulano. Ein weiterer Ortsteil ist Nansignano.

## Wirtschaft
Die Gemeinde lebt hauptsächlich von der Landwirtschaft (Oliven, Wein, Früchte, Honig).

## Söhne und Töchter der Gemeinde
- Domenico Spinelli (1788–1863), Sammler und Archäologe
- Valentino Di Cerbo (* 1943), katholischer Geistlicher, Bischof von Alife-Caiazzo